# 램스
《램스》(Hrutar, Rams)는 덴마크에서 제작된 그리머 해커나르손 감독의 2015년 드라마 영화이다. 시귀르뒤르 시귀리온손 등이 주연으로 출연하였다. 2016년, 온라인 신문 Kjarninn은 2번째로 최고의 아이슬란드 영화로 지목하였다.

## 출연

### 주연
- 시귀르뒤르 시귀리온손
- 테오도르 줄리어슨(영어판, 아이슬란드어판)

### 조연
- 샬롯 보빙
- 욘 베노니손
- 스벤 울라우프 구나르손
- 조런더 래그나손